# Alfredo de Ojeda Perpiñán
Alfredo de Ojeda Perpiñán, fue abogado de profesión, propietario agrícola y político, y fue presidente de la Diputación de Zaragoza y Alcalde de Zaragoza.

## Biografía
Fue vecino de Zaragoza. Era hijo de Manuel de Ojeda Palomo y Agustina Perpiñán Sarabia y hermano del político, Ministro y diplomático, Emilio de Ojeda y Perpiñán y tío del también diplomático Gonzalo de Ojeda y Brooke y se casó con Mariana Pomares de Melgarejo, con la que tuvo descendencia que actualmente reside en Borja.

### Vida política
Pertenecía al Partido Conservador,y fue diputado provincial por el distrito de Borja, del que provenía su familia.
y desde el 04 de noviembre de 1896 al 22 de abril de 1901 fue Presidente de la Diputación Provincial de Zaragoza.
Fue nombrado alcalde de Zaragoza en 1904. Su gobierno, que duró hasta 1905, se centró en la problemática de la traída de aguas del Canal Imperial de Aragón y en la urbanización del barrio de Torrero.